# Clase Sachsen (acorazados)
La clase Sachsen de fragatas acorazadas fue una clase de cuatro barcos construidos por la Armada Imperial Alemana a fines de la década de 1870 y principios de la de 1880. Los barcos: Sachsen, Bayern, Würtemberg y Baden, fueron diseñados para operar como parte de una red integrada de defensa costera. Los barcos estaban destinados a salir de bases fortificadas para romper un bloqueo enemigo o un intento de desembarco. Armados con seis cañones de 260 mm (10,2 plg), también estaban destinados a luchar contra acorazados hostiles en igualdad de condiciones.

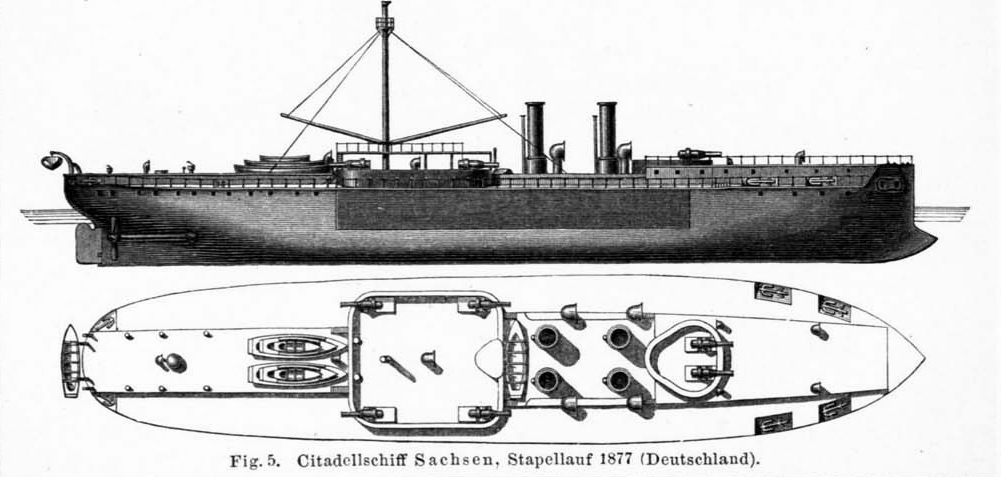
Planta y dibujo de perfil de los buques de la clase Sachsen.

Tras su puesta en servicio en 1878-1883, los cuatro barcos sirvieron con la flota en numerosos ejercicios de entrenamiento y cruceros en las décadas de 1880 y 1890. También participaron en varios cruceros escoltando al Kaiser Guillermo II en visitas de estado a Gran Bretaña y a varias ciudades del mar Báltico a finales de la década de 1880 y principios de la de 1890. A finales de la década de 1890, los cuatro barcos fueron reconstruidos en profundidad; sus baterías secundarias fueron modernizadas y recibieron sistemas de propulsión mejorados.

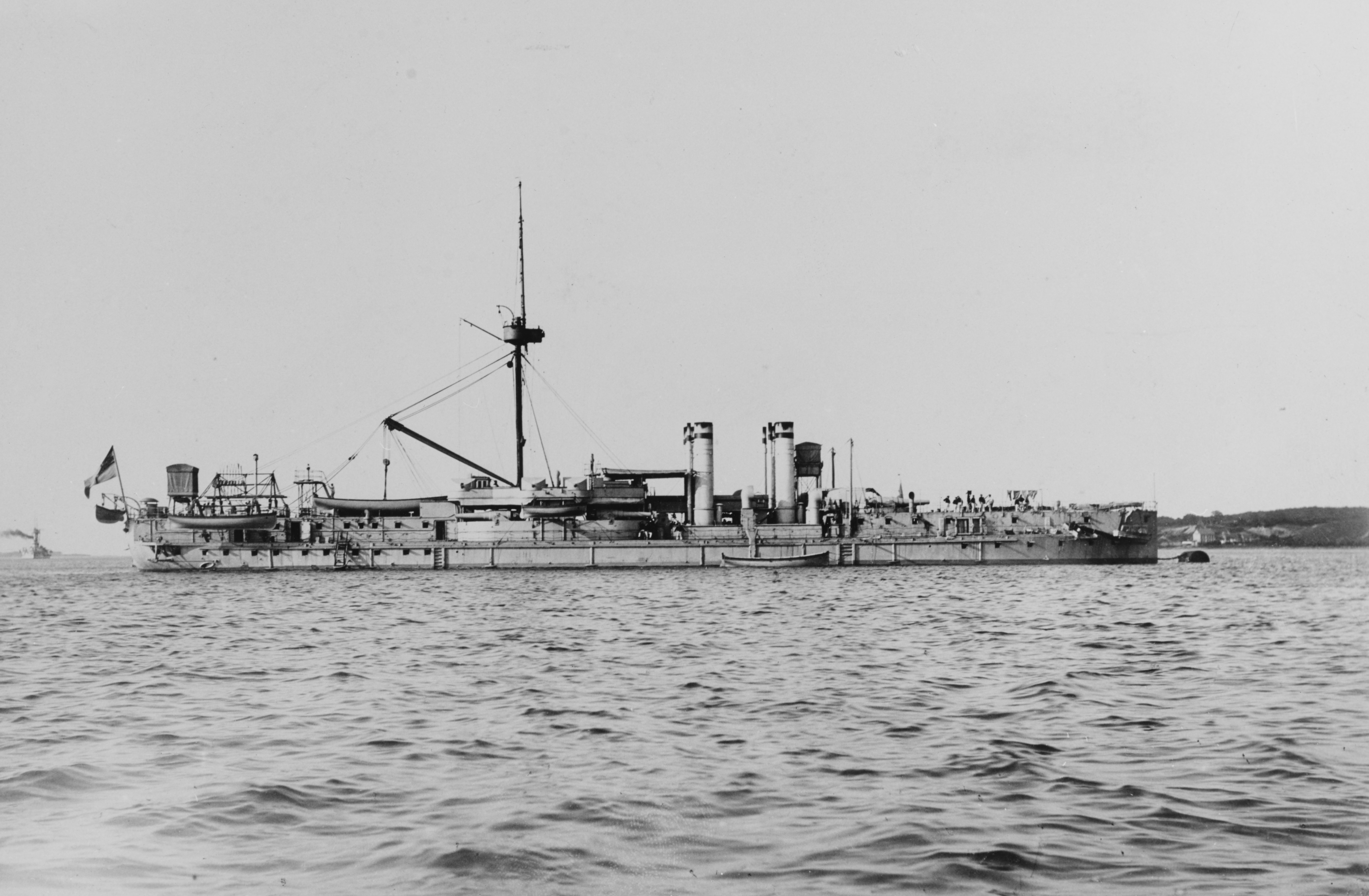
El Sachsen en torno al año 1896.

Fueron retirados del servicio activo entre 1902 y 1910 y relegados a tareas secundarias. El Sachsen y el Bayern se convirtieron en buques objetivo, mientras que el Württemberg se convirtió en un buque de entrenamiento de torpedos. Los tres barcos fueron desguazados para chatarra en 1919-1920. El Baden se utilizó como pontón de defensa de botavara desde 1910 hasta 1920, cuando se convirtió en un buque objetivo. Sobrevivió hasta 1938, cuando fue vendido para desguace.
En un principio estaba planteado que el SMS Oldenburg formara parte de esta clase, sin embargo fue ampliamente modificado respecto a los otros cuatro buques.

## Unidades

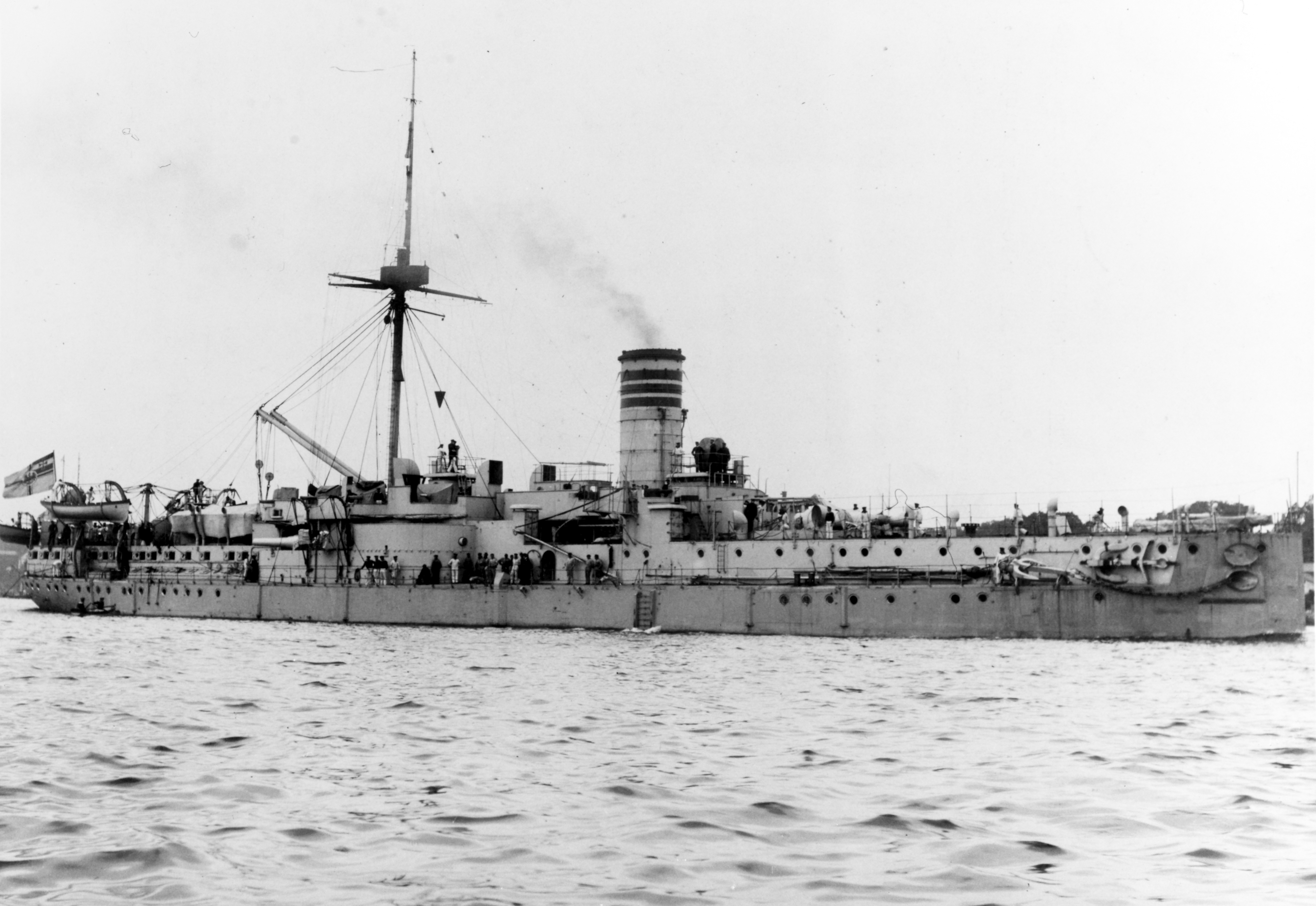
El Würtemberg en torno al año 1899, tras su reconstrucción.

- Sachsen: entró en servicio en 1878. Desguazado en 1919.
- Bayern: entró en servicio en 1881. Desguazado en 1919.
- Würtemberg: entró en servicio en 1881. Desguazado en 1919.
- Baden: entró en servicio en 1883. Desguazado entre 1939 y 1940.